# Thomaskapelle (Plittersdorf)

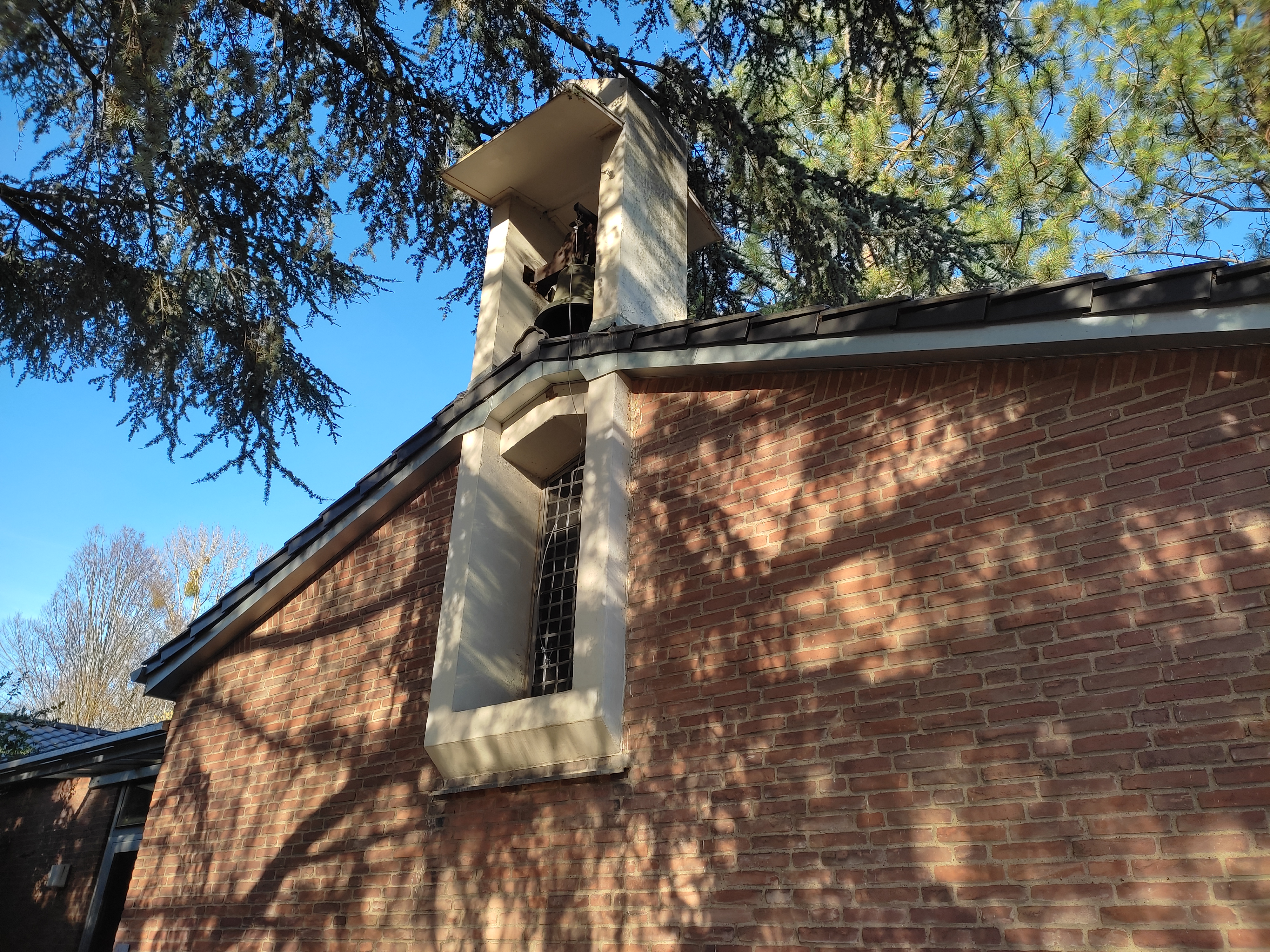
Blick auf den Glockenturm der Thomaskapelle Bad Godesberg

Die Thomaskapelle war eine evangelische Kirche im Ortsteil Plittersdorf des Bonner Stadtbezirks Bad Godesberg, die 2023 entwidmet wurde. Namensgeber war der Apostel Thomas.

## Geschichte
Die Thomaskapelle wurde 1966 nach einem Entwurf des Architekten Heinrich Otto Vogel erbaut und noch im selben Jahr in Dienst genommen.
2022 beschloss die zuständige Thomas-Kirchengemeinde die Stilllegung des Gotteshauses.

## Architektur und Ausstattung
Die Thomaskapelle liegt am südlichen Ende des Rheinauenparks neben der denkmalgeschützten Amerikanischen Siedlung in Bonn-Plittersdorf. Sie steht im Gelände leicht vertieft an einem gepflasterten Hof, um den die Kapelle und das anliegende Gemeindezentrum eine dreiflügelige eingeschossige Backsteinanlage mit flach geneigten Satteldächern bilden.
Die Kapelle ist ein schlichter Saalbau mit einem offenen Glockentürmchen, dessen Glocke von Hand geläutet wird. Für den Boden der Kapelle wurde schwarzer Natursteinschiefer verwendet, die Wände sind backsteinverkleidet, Wände und Spitzdachdecke wurden holzverschalt. Der Altarbereich wird von einem großen Fenster mit Bleiverglasung erhellt. Das Altarbild aus Rüsterholz ist ein Werk von Eugen Keller.
Als Orgel diente ein kleines Positiv, das 1967 von der Orgelbaufirma Rudolf von Beckerath erbaut wurde. Sie verfügt über fünf klingende Register:
| Manual C–  |      |
| Gedackt    | 8′   |
| Rohrflöte  | 4′   |
| Principal  | 2′   |
| Quinte     | 1 ⁄3 |
| Scharf III |      |

In dem Gemeindezentrum betrieb die Julius-Axenfeld-Stiftung bis zur Schließung der Einrichtung am 31. Juli 2023 einen zweigruppigen Kindergarten.